# Klik: I robisz, co chcesz
Klik: I robisz, co chcesz lub Klik: Surfując przez życie (ang. Click) – amerykański film komediowy z 2006 roku w reżyserii Franka Coraciego.

## Fabuła
Film przedstawia historię Michaela Newmana (Adam Sandler), przepracowanego architekta, który z powodu pracy zaniedbuje swoją rodzinę: piękną i kochającą żonę Donnę oraz dwoje dzieci, Samanthę i Bena. Zestresowany mężczyzna liczy jedynie na to, że jego szef Ammer w końcu go doceni i zaproponuje mu spółkę. Pewnego dnia Michael wybiera się do sklepu Bed, Bath & Beyond. W sekcji „Way Beyond” spotyka Morty’ego (Christopher Walken) – ekscentrycznego wynalazcę. Morty przekazuje Michaelowi jedyny w swoim rodzaju uniwersalny pilot zdalnego sterowania. Michael początkowo twierdzi, iż jest to zwyczajny pilot, wkrótce jednak – ku swojemu zdziwieniu – odkrywa, iż posiada on niezwykłe właściwości. Pilot pozwala Michaelowi m.in. przewijać i zatrzymywać swoje życie, a także przyglądać się przyszłym wydarzeniom i wracać do przeszłości. Bohater w pełni korzysta z urządzenia, dopóki nie zaczyna ono mieć tragicznego wpływu na jego życie.

## Obsada
Źródło: Filmweb
- Adam Sandler – Michael Newman
- Kate Beckinsale – Donna Newman
- Christopher Walken – Morty
- David Hasselhoff – Ammer
- Henry Winkler – Ted Newman
- Julie Kavner – Trudy Newman, matka Michaela
- Sean Astin – Bill Rando
- Jake Hoffman – Benjamin Newman, lata 22–30
- Katie Cassidy – Samantha Newman w wieku 27 lat
- Joseph Castanon – Benjamin Newman w wieku 7 lat
- Jonah Hill – Benjamin Newman w wieku 17 lat
- Tatum McCann – Samantha Newman w wieku 5 lat
- Lorraine Nicholson – Samantha Newman w wieku 14 lat
- Sophie Monk – Stacy, sekretarka Ammera
- Rob Schneider – Prince Habeeboo (niewymieniony w czołówce)
- Rachel Dratch – Alice, sekretarka/Alan
- Jennifer Coolidge – Janine
- Cameron Monaghan – Kevin O’Doyle
- Nick Swardson – facet w oddali, pracownik Bed, Bath & Beyond
- James Earl Jones – narrator przeszłości Michaela (głos; niewymieniony w czołówce)

## Wydanie home media
Film został wydany na płyty DVD i Blu-ray z dniem 10 października 2006 roku. Był to pierwszy dwuwarstwowy dysk Blu-ray wydany przez Sony.

## Krytyka
W serwisie Rotten Tomatoes przyznano filmowi ocenę 34% na podstawie 174 recenzji, średnia ocen wynosiła 4,78. W Metacritic otrzymał ocenę 45 z 35 recenzji. Krytycy CinemaScore ocenili film na „B+”.